# Ostrovica (okręg niszawski)
Ostrovica (cyr. Островица) – wieś w Serbii, w okręgu niszawskim, w mieście Nisz. W 2011 roku liczyła 475 mieszkańców.